# SN 1999bf
SN 1999bf – supernowa typu Ia odkryta 10 marca 1999 roku w galaktyce A114952-0041. W momencie odkrycia miała maksymalną jasność 20,80m.